# Wizard's Crown
Wizard's Crown è un videogioco di ruolo pubblicato da Strategic Simulations nel 1986 per Apple II, Atari 8-bit e Commodore 64 e nel 1987 anche per Atari ST e MS-DOS. L'ambientazione è quella tipica del fantasy medievale, con un sistema avanzato di combattimenti tattici.
Strategic Simulations pubblicò un seguito nel 1987, The Eternal Dagger, con meccanica di gioco molto simile e la possibilità di riutilizzare i personaggi di Wizard's Crown salvati su disco.

## Modalità di gioco
Il giocatore deve affrontare un'unica lunga avventura, attraverso città, terre selvagge e dungeon, con l'obiettivo finale di recuperare la potente corona a cui si riferisce il titolo.
Il gioco è a turni e si svolge su una grande mappa divisa in caselle quadrate, vista dall'alto con scorrimento in tutte le direzioni, con un segnalino che rappresenta la posizione attuale, mentre la gestione dei personaggi avviene tramite menù testuali.
A inizio partita il giocatore può configurare un gruppo di fino a 8 personaggi umani che sarà sotto il suo controllo.
I personaggi hanno 5 attributi, possono specializzarsi in 5 classi (guerriero, ranger, ladro, sacerdote e mago, anche miste), acquisire 30 possibili abilità. Il tutto si può migliorare durante il gioco spendendo liberamente i punti esperienza accumulati. Ciascuno ha inoltre un proprio inventario di equipaggiamento e denaro.
Lungo il percorso si incontrano ovviamente briganti e creature ostili. Per i combattimenti si può scegliere una modalità veloce, che calcola automaticamente i risultati, o una modalità tattica, in cui la battaglia si risolve manualmente e può durare a lungo (fino a mezz'ora, secondo ACE 21).
In modalità tattica la mappa diventa a scala più ravvicinata, ogni personaggio occupa una casella, e si controllano in dettaglio le mosse di ciascun membro del gruppo. A seconda del personaggio può esserci una scelta di 10-20 comandi possibili per ciascuno, alcuni anche cumulabili nello stesso turno; oltre a spostamenti, attacchi e magie, sono possibili mosse avanzate come buttarsi a terra o zigzagare.